# Interlingua
Interlingua hay tiếng Khoa học Quốc tế (mã ngôn ngữ ISO 639 ia, ina) là một ngôn ngữ phụ trợ quốc tế (IAL), được Hiệp hội Ngôn ngữ Phụ trợ Quốc tế (IALA) phát triển từ năm 1937 và 1951. Đây là ngôn ngữ phụ trợ quốc tế được sử dụng rộng rãi thứ hai hoặc thứ ba, sau Esperanto và có lẽ là Ido, và là ngôn ngữ phụ trợ tự nhiên được sử dụng rộng rãi nhất, nói cách khác, từ vựng, ngữ pháp của nó và các đặc điểm khác là phần lớn bắt nguồn từ ngôn ngữ tự nhiên. Interlingua đã được phát triển để kết hợp một đơn giản, chủ yếu là ngữ pháp theo quy tắc với từ vựng phổ biến trong phạm vi khả dĩ rộng rãi nhất của các ngôn ngữ, khiến cho nó rất dễ học, ít nhất là đối với những người dân nói ngôn ngữ bản địa được làm nguồn ngữ pháp và từ vựng cho ngôn ngữ này. Ngược lại, nó được sử dụng như là một cách giới thiệu nhanh chóng sang nhiều ngôn ngữ tự nhiên. Văn học bằng tiếng Interlingua dễ hiểu với hàng trăm hàng triệu người nói một trong các ngôn ngữ Romance, mặc dù nó chỉ có vài trăm người nói.

## Một số từ và câu
| Tiếng Việt      | Tiếng Anh       | Interlingua      |
| --------------- | --------------- | ---------------- |
| Xin chào        | Hello           | Hallo            |
| Vâng/Có         | Yes             | Si               |
| Không           | No              | Non              |
| Chào buổi sáng  | Good morning    | Bon die          |
| Chào buổi tối   | Good evening    | Bon vespere      |
| Chúc ngủ ngon   | Good night      | Bonan nocte      |
| Tạm biệt        | Goodbye         | A deo            |
| Cảm ơn          | Thank you       | Gratias          |
| Vui lòng/Làm ơn | Please          | Per favor        |
| Chúc mừng       | Congratulations | Congratulationes |